# Sjarhej Ivanavič Cichanoŭski
Sjarhej Ivanavič Cichanoŭski (in bielorusso Сяргей Іванавіч Ціханоўскі?; Sloboda, 26 giugno 1990) è un calciatore bielorusso, difensore del Vicebsk.

## Carriera
Ha giocato nella massima serie dei campionati bielorusso, tagiko e kazako.